# Carl Meade
Carl Joseph Meade (Chanute Air Force Base, Rantoul (Illinois), 16 november 1950) is een voormalig Amerikaans ruimtevaarder. Maede zijn eerste ruimtevlucht was STS-38 met de spaceshuttle Atlantis en vond plaats op 15 november 1990. Tijdens de missie werd een geclassificeerde satelliet van de United States Department of Defense in de ruimte gebracht.
Meade maakte deel uit van NASA Astronaut Group 11. Deze groep van 13 astronauten begon hun training in juni 1985 en werden in juli 1986 astronaut. In totaal heeft Maede drie ruimtevluchten op zijn naam staan. Tijdens zijn missies maakte hij ook een ruimtewandeling. In 1996 verliet hij NASA en ging hij als astronaut met pensioen. Hij ging direct aan de slag bij Lockheed Martin. Momenteel is hij werkzaam bij Northrop Grumman.